# 滿月影視
滿月影視（英語：Full Moon Features）是一家美國電影製作和發行公司，由查爾斯·班德創立及擁有。該公司以推出多部恐怖、科幻、家庭類型的B級片而聞名，且其電影大多以DVD首映的方式發行；知名作品如《魔偶奇譚》系列電影、《入侵異次元》系列電影、《亞種》系列電影及《衰落的城堡》（1995年）。